# Bernard Zitzermann
Bernard Zitzermann, né le 19 juin 1942 à Nice et mort le 1er février 2018 à Bagnols-sur-Cèze,, est un directeur de la photographie français.

## Biographie
Diplômé en 1964 de l’École Louis-Lumière à Paris, Bernard Zitzermann a obtenu le César du cinéma en 1979 pour le film Molière d'Ariane Mnouchkine.

## Filmographie
- 1967 : Loin du Vietnam
- 1972 : La Chavalanthrope
- 1974 : Un homme qui dort de Georges Perec et Bernard Queysanne
- 1974 : 1789
- 1975 : Le Cantique des créatures: Georges Braque ou Le temps différent
- 1976 : La Fête sauvage
- 1976 : Le Diable au cœur de Bernard Queysanne
- 1976 : Un rêve plus long que la nuit
- 1977 : L'Œil de l'autre (TV)
- 1978 : Le Prix de la liberté
- 1978 : La Dame à la licorne
- 1978 : Les Lieux d'une fugue (TV)
- 1978 : Molière de Ariane Mnouchkine
- 1978 : Mon premier amour de Élie Chouraqui
- 1979 : À nous deux de Claude Lelouch
- 1979 : L'école est finie de Olivier Nolin
- 1979 : Rien ne va plus de Jean-Michel Ribes
- 1980 : La Banquière de Francis Girod
- 1980 : Irène et sa folie (TV)
- 1981 : Viens chez moi, j'habite chez une copine de Patrice Leconte
- 1982 : Le Grand Pardon de Alexandre Arcady
- 1982 : Le Grand Frère de Francis Girod
- 1982 : La Balance de Bob Swaim
- 1983 : J'ai épousé une ombre de Robin Davis
- 1983 : La Derelitta
- 1983 : Le Faucon de Paul Boujenah
- 1984 : L'Étincelle
- 1984 : Gare de la douleur
- 1985 : No Man's Land de Alain Tanner
- 1985 : Le Mystère Alexina de René Féret
- 1985 : Le Voyage à Paimpol
- 1985 : Novembermond
- 1986 : L'Ogre
- 1986 : Rue du Départ de Tony Gatlif
- 1987 : Si le soleil ne revenait pas
- 1987 : Un homme amoureuxde Diane Kurys
- 1988 : Chouans ! de Philippe de Broca
- 1989 : Les Deux Fragonard de Philippe Le Guay
- 1989 : La Révolution française de Robert Enrico
- 1989 : La Nuit miraculeuse (TV)
- 1991 : Venins (In the Eye of the Snake)
- 1991 : Rue Saint-Sulpice (La Montre, la Croix et la Manière) de Ben Lewin
- 1991 : Le Voleur d'enfants de Christian de Chalonge
- 1992 : Betty de Claude Chabrol
- 1992 : Olivier, Olivier de Agnieszka Holland
- 1993 : Regarde-moi quand je te quitte (TV)
- 1993 : La Musique du hasard (The Music of Chance) de Philip Haas
- 1993 : Mazeppa
- 1994 : Perle noire
- 1994 : L'Enfer de Claude Chabrol
- 1995 : La Cérémonie de Claude Chabrol
- 1995 : Des anges et des insectes (Angels and Insects) de Philip Haas
- 1996 : Niki de Saint Phalle: Wer ist das Monster - du oder ich?
- 1996 : Tous les hommes sont menteurs (TV)
- 1996 : C'est de l'art
- 1997 : Bouge ! de Jérôme Cornuau
- 1997 : Une femme très très très amoureuse
- 1997 : The Blood Oranges
- 2006 : Le Dernier Caravansérail